# Ruta Estatal de California 271
La Ruta Estatal de California 271, abreviada SR 271 (en inglés: California State Route 271) es una carretera estatal estadounidense ubicada en el estado de California. La carretera está dividida en dos segmentos, el primero inicia en el Sur, en la US 101     en Cummings continuando hasta el Norte en la SR 1     en Leggett, luego la vía es dividida y continúa en el segundo segmento hacia el Sur en la US 101     en Reynolds hasta finalizar al Norte en la US 101     en Cooks Valley. La carretera tiene una longitud de 23,9 km (14.84 mi).

## Mantenimiento
Al igual que las autopistas interestatales, y las rutas federales y el resto de carreteras estatales, la Ruta Estatal de California 271 es administrada y mantenida por el Departamento de Transporte de California por sus siglas en inglés Caltrans.